# 倪嘉徽
倪嘉徽，中華民國新聞記者，現任職TVBS新聞台，為TVBS駐華府特派記者，長期報導政治、軍事、體育相關新聞。曾是第一位受核准進入古巴採訪的台灣記者。